# Глушиця (місто)
Глушиця (пол. Głuszyca, нім. Wüstegiersdorf) — місто в південно-західній Польщі, на річці Бистшиця в центральних Судетах.
Належить до Валбжиського повіту Нижньосілезького воєводства.

## Демографія
Демографічна структура станом на 31 березня 2011 року:
|          | Загалом | Допрацездатний вік | Працездатний вік | Постпрацездатний вік |
| -------- | ------- | ------------------ | ---------------- | -------------------- |
| Чоловіки | 3232    | 538                | 2370             | 324                  |
| Жінки    | 3640    | 563                | 2151             | 926                  |
| Разом    | 6872    | 1101               | 4521             | 1250                 |